# Sanctuaire Notre-Dame de Laventille
Pour les articles homonymes, voir église Notre-Dame-de-Fátima.
Le sanctuaire Notre-Dame, ou église Notre-Dame-de-Fátima, est une église située à Laventille à Trinité-et-Tobago, que l’Église catholique rattache à l’archidiocèse de Port-d’Espagne. Le bâtiment est inventorié par le National Trust mais n’est pas classé.
L’église a été désignée « sanctuaire national » par l’archevêque Patrick Finbar Ryan (en) en 1943, avant la publication de la définition officielle, et rien ne montre que la Conférence épiscopale des Antilles, de laquelle dépend l’archidiocèse, ait admis ce statut.